# Hoboconcert (Vincenzo Bellini)
Het Hoboconcert in Es-groot van de Italiaanse componist Vincenzo Bellini is een kort hoboconcert, geschreven in de studietijd van de componist. Het stuk is opgezet als een concert-aria, met het schema Introductie - langzame deel van de Aria - snelle deel van de Aria.
Het slechts acht minuten durende werk bestaat uit drie delen:
- Maestoso e Deciso (Deze opvallende introductie in G groot vormt een groot contrast met de rest van het werk. Het deel is ten eerste slechts 20 seconden lang, en ten tweede staat het in een totaal andere toonsoort dan de rest van het stuk)
- Larghetto Cantabile (Dit langzame deel is opgezet als een opera-aria waarin de hobo de sopraan speelt)
- Allegro Polonese (Tot slot van dit concert een vrolijke polonaise)